# استپان ماتسویان
استپان گریگوری ماتسویان (ارمنی: Ստեփան Գրիգորի Մացոյան؛  زادهٔ ۱۶ مارس ۱۹۲۳ - درگذشته ۲۶ نوامبر ۲۰۱۰) شیمی‌دان اهل ارمنستان بود.

## زندگی‌نامه
وی در ۱۶ مارس ۱۹۲۳ در باتومی به دنیا آمد و از دانشگاه پلی‌تکنیک ارمنستان (۱۹۴۸) فارغ‌التحصیل گشت. وی عضو فرهنگستان ملی علوم ارمنستان بود. همچنین برندهٔ جوایزی همچون نشان آنانیا شیراکاتسی (۲۰۰۳) و نشان دوستی خلق شده است. وی در ۲۶ نوامبر ۲۰۱۰ در سن ۸۷ سالگی در ایروان درگذشت.

## یادداشت
1. ↑  քիմիական գիտությունների դոկտոր